# South Holland
South Holland (engl. für Süd-Holland) ist ein District in der Grafschaft Lincolnshire in England. Verwaltungssitz ist die Stadt Spalding. Ein weiterer bedeutender Ort ist Holbeach.
Der Bezirk wurde am 1. April 1974 gebildet und entstand aus der Fusion des Urban District Spalding sowie der Rural Districts East Elloe und Spalding. Diese gehörten zuvor alle zu Holland, einer von 1889 bis 1974 bestehenden Verwaltungsgrafschaft.
Koordinaten: 52° 45′ N, 0° 9′ W